# Helena Koldová
Helena Koldová, rozená Binterová, (* 27. dubna 1963 České Budějovice) je česká matematička a vysokoškolská učitelka, od roku 2018 děkanka Pedagogické fakulty Jihočeské univerzity (PF JU). 

## Životopis
Narodila se v dubnu 1963 v Českých Budějovicích. V mládí vystudovala gymnázium, dále pak matematiku a fyziku na Pedagogické fakultě Jihočeské univerzity. V letech 1986 až 2001 pracovala jako učitelka matematiky na strojní průmyslové škole v Českých Budějovicích. Titul Ph.D. získala v červnu 2006 po absolvování doktorského studia oboru obecné otázky matematiky na Přírodovědecké fakultě Masarykovy univerzity (v roce 2004 zde získala také tiutl RNDr.), habilitovala se v oboru pedagogika v roce 2013 na Pedagogické fakultě Univerzity Palackého.
Od září 1999 působí na Katedře matematiky Pedagogické fakulty Jihočeské univerzity (PF JU) v Českých Budějovicích. V letech 2014 až 2018 na fakultě působila ve funkci proděkanky pro studium. Řadu let působila jako členka fakultního akademického senátu, setrvala v něm celkem čtyři volební období, ve třech z nich zastávala funkci jeho předsedkyně. Na PF JU se rovněž stala předsedkyní Rady oborových didaktiků pro 1. stupeň základní školy.
V roce 2018 byla zvolena děkankou PF JU. Ve funkci tak nahradila geografa Michala Vančuru. Funkci děkanky poté obhájila i v roce 2022. K roku 2022 zároveň Koldová působila jako předsedkyně Asociace děkanů pedagogických fakult. V rámci své odborné činnosti se zabývá zejména didaktikou matematiky. V roce 2006 jí byla udělena stříbrná medaile na knižním veletrhu ve Frankfurtu nad Mohanem za spoluautorství učebnic pro žáky 2. stupně základní školy.
Helena Koldová je vdaná a má dvě děti.